# فيلدستروبيل
فيلدستروبيل (بالإنجليزية: Wildstrubel)‏ هو أحد جبال سلسلة جبال الألب البرنية ويقع في كانتون برن/كانتون فاليز في سويسرا. يحتل المرتبة رقم 118 في قائمة جبال سويسرا من حيث الارتفاع، إذ يبلغ ارتفاعه حوالي 3243 متر، بينما يبلغ ارتفاع نتوء الجبل 815 متر، هذا وقد سجل أول وصول لقمة الجبل عام 1855.